# Vila fortificada de Sant Feliu d'Avall
La Vila fortificada de Sant Feliu d'Avall és la vila murada, fortificada, medieval d'estil romànic del poble de Sant Feliu d'Avall, a la comarca del Rosselló, Catalunya del Nord.
Envoltava la totalitat del poble vell, amb la cellera primigènia en el seu interior. A ponent seu hi havia el Castell de Sant Feliu d'Avall.

## Història
Com queda explicat als articles de Sant Feliu d'Amunt i Sant Feliu d'Avall, la història de les dues poblacions és indissociable. A partir del segle xi en foren senyors els de Castellnou, i més tard, els vescomtes d'Illa. N'ha quedat abundant documentació; per això es pot resseguir força bé el procés de construcció de les muralles de la vila. Les primeres muralles són dels segles xii i xiii, que foren refetes al XIV.
En aquestes darreres, Andreu de Fenollet, vescomte d'Illa i de Canet, establí que l'alçada de les parets havia de ser de 5 canes, i el gruix, de 4,5 pams. L'havia de circuir, al capdamunt de les muralles, un corredor de 12 pams, que alhora havia de separar les muralles de les cases. Els valls que havien d'envoltar exteriorment els murs havien de ser de 5 canes, amb una fondària de 2,5, també canes.
De portals, s'havia de mantenir el de Bernat Martí, de les muralles anteriors, i se n'havia de bastir un altre. Tots dos portals havien de ser flanquejats de dues torres de defensa. L'absis romànic de l'església parroquial havia de ser incorporat a la muralla com una torre més, a part de les torres perimetrals que calia construir.

## Característiques
Es conserva part del recinte murallat de Sant Feliu d'Avall; a l'oest de l'església parroquial se'n conserven, per exemple, dos llenços, un d'uns 60 metres, i l'altre d'uns 100. A l'angle nord-est i al mur septentrional del recinte és on s'ha conservat més bé. A l'angle sud-est hi ha restes d'una bestorre de planta semicircular. L'aparell de les muralles és de còdols ben arrenglerats en filades prou regulars, i els trossos de murada conservats presenten una base atalussada.

## Galeria d'imatges

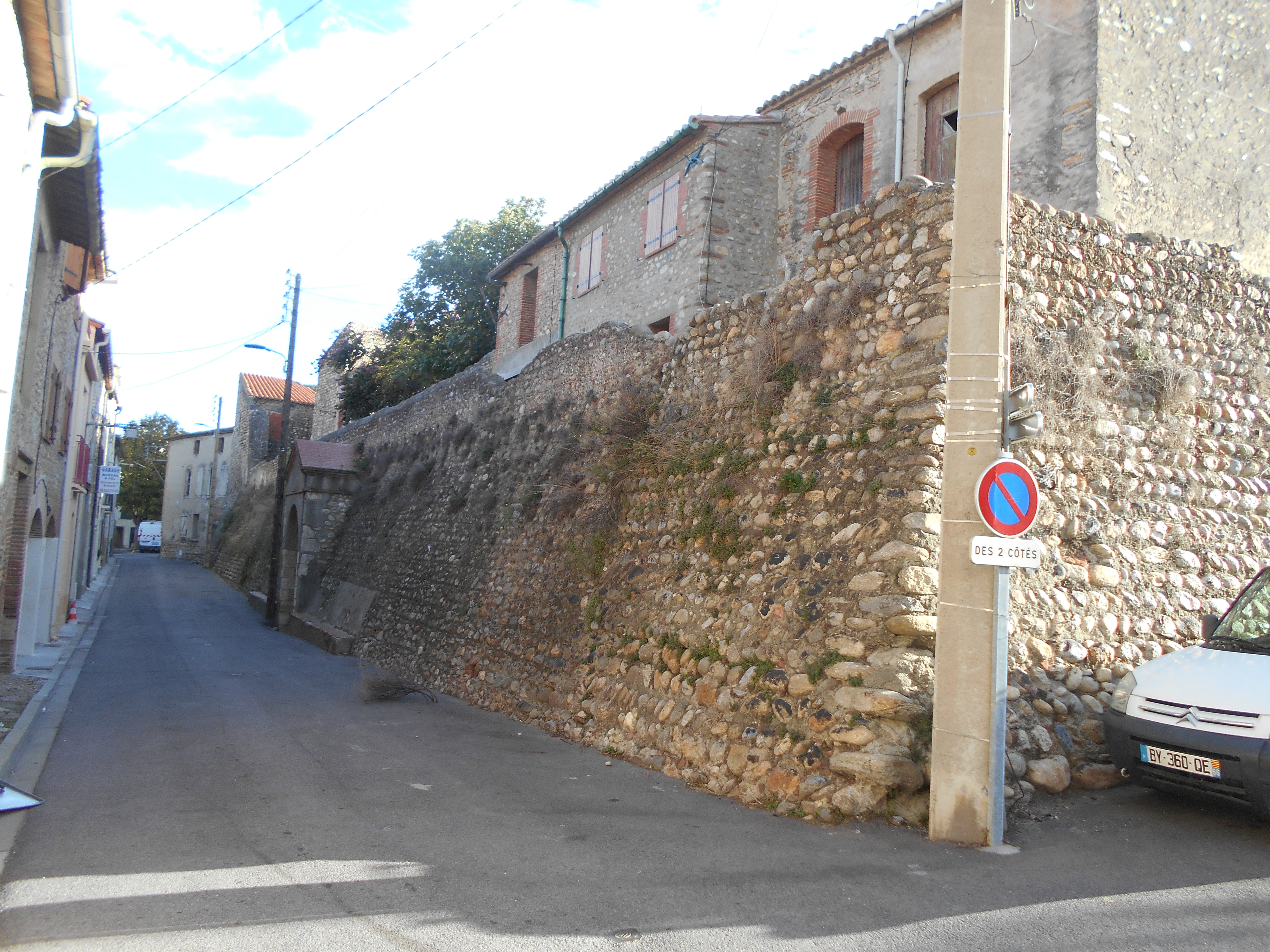
Muralla nord i angle nord-oest
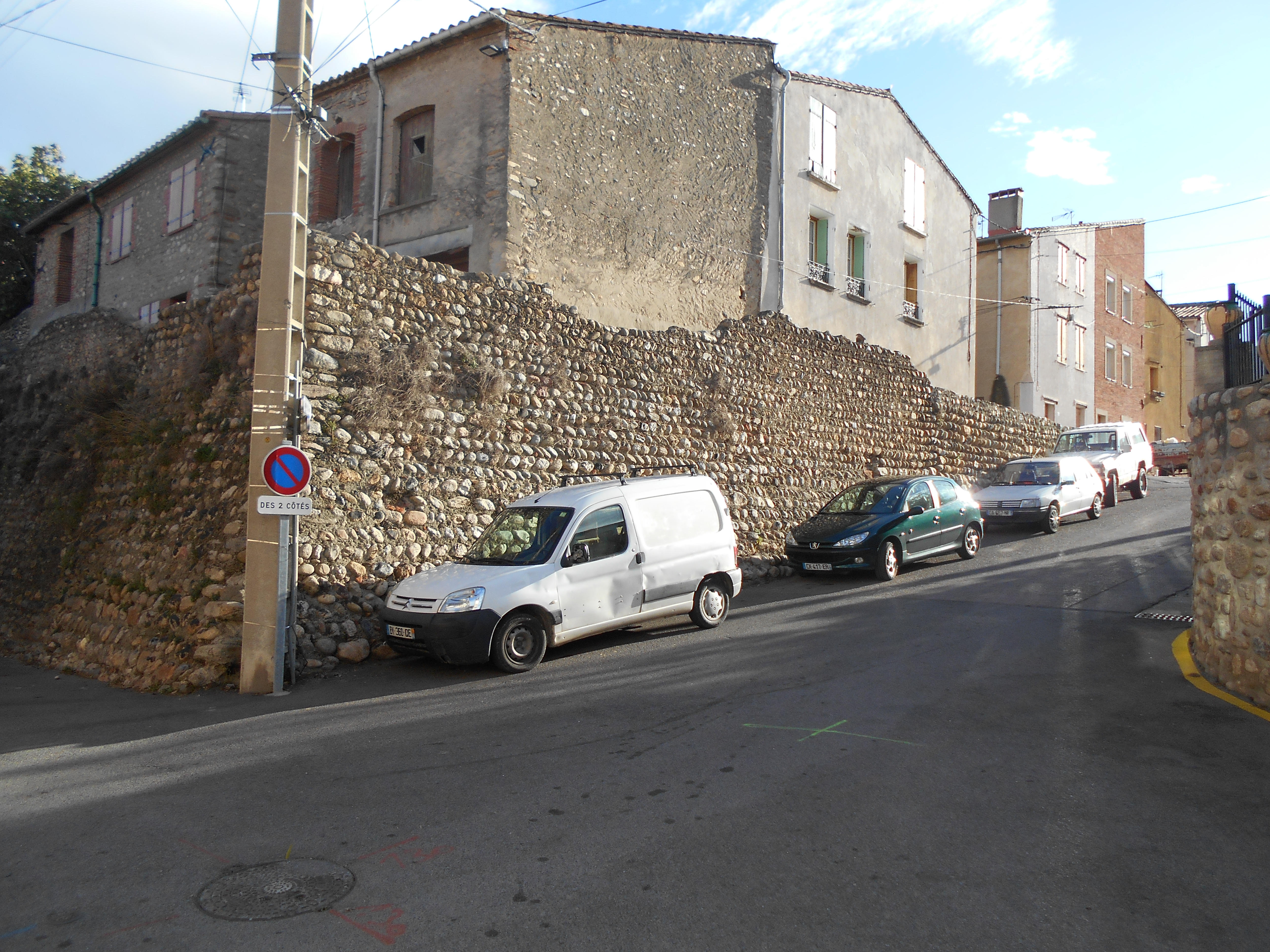
Muralla oest
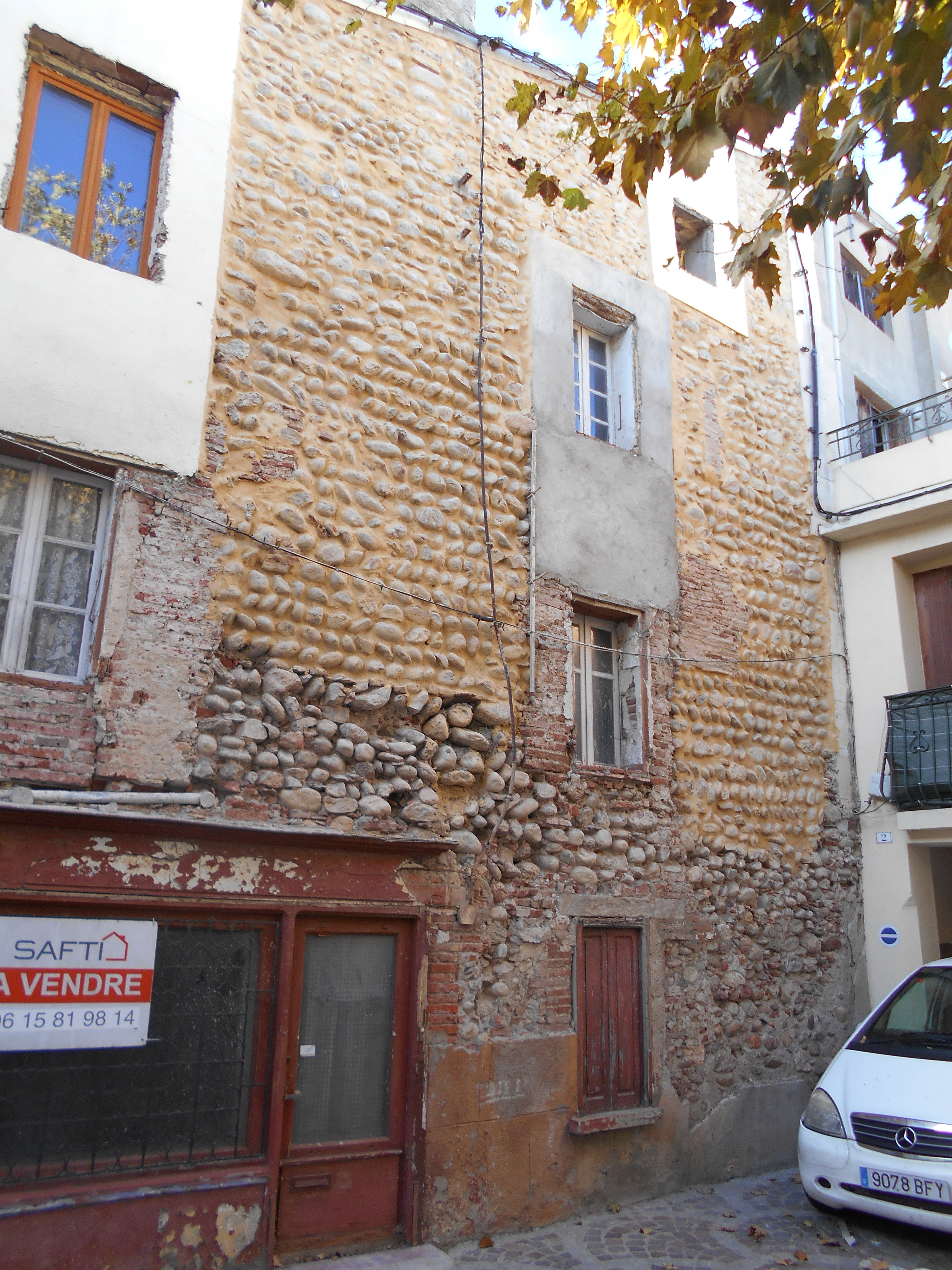
Fragment de muralla al sud